# Heinrich Bürkel

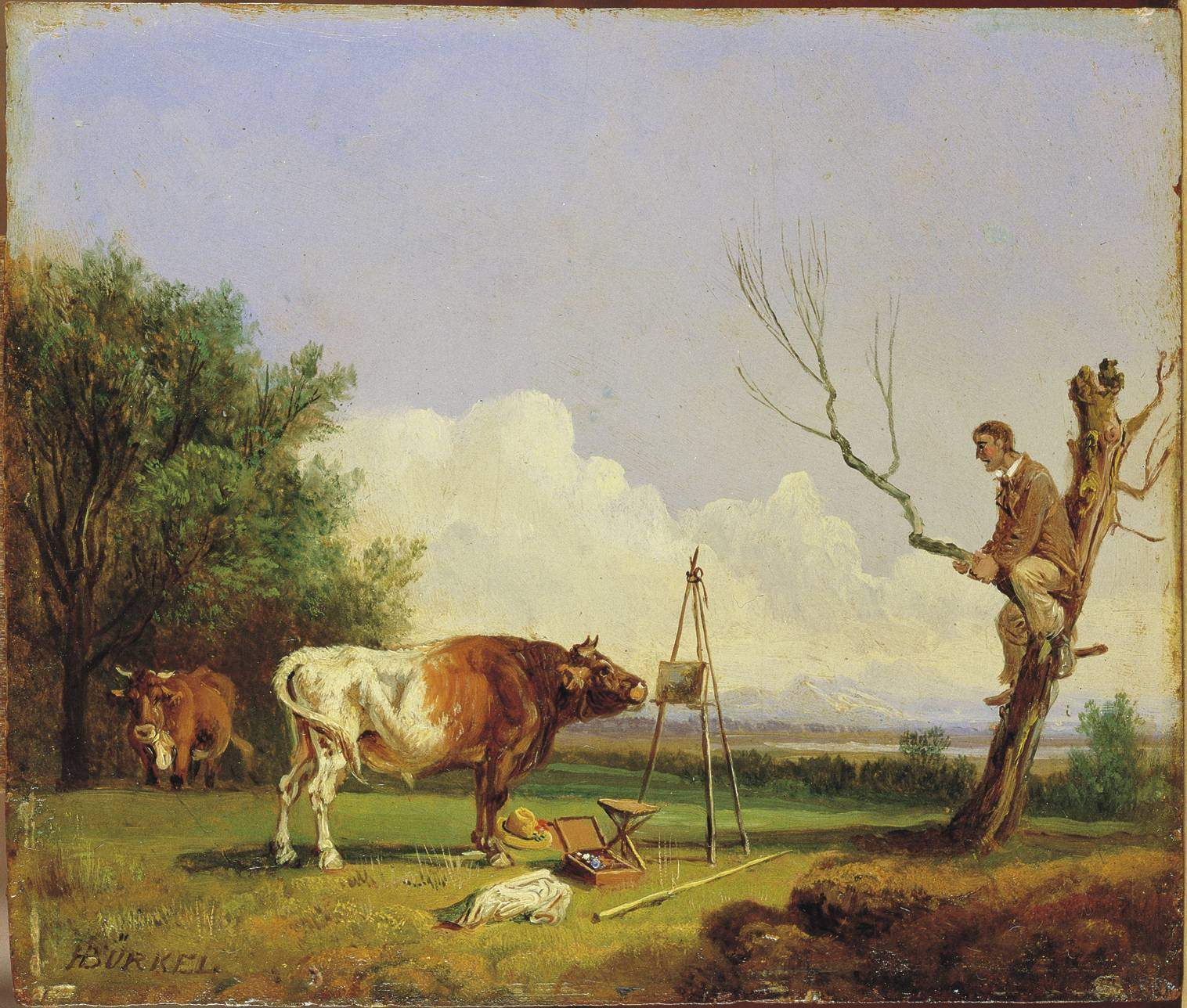
Byk i malarz, 1831, Bürkel Galerie w Pirmasens

Heinrich Bürkel (ur. 29 maja 1802 w Pirmasens, zm. 10 czerwca 1869 w Monachium) – niemiecki malarz tworzący w stylu biedermeier.
Od 1822 przebywał w Monachium, gdzie w studiował w Münchner Kunstverein. Począwszy od 1823 kilkakrotnie wyjeżdżał do Rzymu, podróżował też po Tyrolu i Bawarii. Był honorowym członkiem Akademii w Dreźnie, Wiedniu i Monachium. Jego przyjaciółmi byli pisarz Adalbert Stifter i malarz Carl Spitzweg.
Heinrich Bürkel malował przede wszystkim pejzaże - głównie terenów alpejskich - zwykle ze sztafażem, sceny wojskowe, zwierzęta oraz sceny rodzajowe. Na twórczość malarza wpływ mieli XVII-wieczni mistrzowie holenderscy i malarze poznani w Rzymie m.in. Friedrich Nerly i Martinus Rørbye. Artysta cieszył się znaczną popularnością, a jego prace były kupowane przez Amerykanów. Brał udział w wystawach światowych w Londynie (1862) i Paryżu (1867). Jego dorobek oceniany jest na około 1000 obrazów i 6000 rysunków.